# Florian Zeller
Florian Zeller (* 28. června 1979 Paříž) je francouzský dramatik, spisovatel, režisér a scenárista.

## Životopis
V roce 2001 absolvoval na pařížském Institutu politických věd. I když ze začátku psal romány, celosvětově se proslavil svými divadelními hrami. Podle deníku L'Express je „nejlepším francouzským dramatikem, spolu s Yasminou Rezou“. A podle The Guardian „nejzajímavějším dramatikem naší doby“. Je také nejhranějším francouzským dramatikem na světě.
V roce 2020 režíroval svůj první celovečerní film The Father podle své divadelní hry Otec, s Anthony Hopkinsem a Olivií Colmanovou v hlavních rolích. Film získal příznivá hodnocení od diváků i od kritiků, byl nominován na čtyři Zlaté glóby a šest Oscarů (včetně kategorie nejlepší film). V dubnu 2021 bylo oznámeno, že Zeller zrežíruje i svou divadelní hru Syn, na scénáři bude stejně jako v případě předchozího filmu spolupracovat s Christopherem Hamptonem a v hlavních rolích se objeví Hugh Jackman a Laura Dern.
Florian Zeller žije v Paříži. Je manželem herečky Marine Delterme, s níž se oženil 5. června 2010. Společně mají syna Romana, narozeného v prosinci 2008.
V roce 2019 získal za své dramatické dílo cenu SACD od Společnosti dramatických autorů a skladatelů.

## Dílo

### Divadelní hry
- 2004: L'Autre
  - česky: Ten třetí, překlad Julek Neumann
- 2005: Le Manège
  - česky: Kolotoč, překlad Julek Neumann
- 2006: Si tu mourais
  - česky: Kdybys umřel, překlad Julek Neumann
- 2008: Elle t'attend
- 2010: La Mère
  - česky: Matka, překlad Michal Zahálka
- 2011: La Vérité
  - česky: Pravda, překlad Michal Zahálka
- 2012: Le Père
  - česky: Otec, překlad Michal Zahálka
- 2013: Une heure de tranquillité
  - česky: Dejte mi pokoj!, překlad Anežka Svobodová
- 2015: Le Mensonge
  - česky: Lež, překlad Michal Zahálka
- 2016: L'Envers du décor
  - česky: Druhá strana kulis, překlad Michal Zahálka
- 2016: Avant de s'envoler
- 2018: Le Fils
  - česky: Syn, překlad Michal Zahálka, druhý překlad Sarah Biderman

### Romány
- 2002: Neiges artificielles, vydalo nakladatelství Flammarion
- 2003: Les Amants du n’importe quoi, Flammarion
- 2004: La Fascination du pire, Flammarion
- 2006: Julien Parme, Flammarion
- 2012: La Jouissance, nakladatelství Gallimard

### Film a televize
- 2008: Nos dernières frivolités (krátkometrážní film), v hlavních rolích se Sarou Forestierovou a Aurélienem Wiikem
- 2008: Château en Suède (televizní film), režie Josée Dayan, Zeller adaptoval scénář stejnojmenné hry od Françoise Sagan, v hlavních rolích s Jeanne Moreau a Guillaumem Depardieu
- 2010: Jacques Chancel, autoportrait des autres (dokumentární televizní film), scénář a režie Florian Zeller, pro televizní pořad Empreintes
- 2020: Otec, v hlavních rolích s Anthony Hopkinsem a Olivií Colmanovou
- 2022: Syn, v hlavních rolích s Hughem Jackmanem a Laurou Dernovou

### Opera
- 2004 Zoltán Kodály: Háry János, libreto Béla Pausini a Zsolt Harsanyi, podle Jánose Garaye, francouzské libreto Florian Zeller, režie Jean-Paul Scarpitta. Uváděno v Théâtre du Châtelet. V hlavní roli Gérard Depardieu.

### Adaptace
- 2015: Florida, francouzský film podle jeho divadelní hry Otec, režie Philippe Le Guay, adaptace Jérôme Tonnerre. V hlavních rolích Jean Rochefort a Sandrine Kiberlainová.
- 2014: Dejte mi pokoj!, francouzský film podle jeho stejnojmenné divadelní hry, režie Patrice Leconte. V hlavní roli Christian Clavier.
- 2020: The Father, americký film podle jeho divadelní hry Otec, režie Florian Zeller. V hlavních rolích Anthony Hopkins a Olivia Colmanová.